# Leandro Luis Desábato
Leandro Luis Desábato (Murphy, Santa Fe, Argentina, 30 de marzo de 1990) es un futbolista argentino. Juega de volante central y su equipo actual es All Boys de la Primera Nacional de Argentina.

## Trayectoria
Empezó a los 6 años en Murphy su pueblo natal, en el Club Centro Recreativo Unión y Cultura. Luego tuvo un paso por Renato Cesarini, Rosario y años más tarde paso por Ernesto Duchini Villa Constitución. A principios del 2008 ha conseguido su lugar en las divisiones inferiores del Club Atlético Vélez Sarsfield de Argentina. 
Debutó en la Primera División del Club Atlético Vélez Sarsfield en el año 2010 y tras tener un gran desempeño en su debut, firma su primer contrato con la Institución. Permaneció en dicho club por un período de 10 años consecutivos, logrando la marca de 100 cotejos jugados en Primera. 
En diciembre de 2017 fue contratado por el Vasco da Gama equipo de la Primera División del Fútbol de Brasil, ganándose la titularidad desde su llegada.  Se convirtió en la pieza clave del equipo durante el Brasileirão, el campeonato principal de la Primera División de ese país. 
En enero de 2019 y luego de ser figura en Brasil, Leandro Luis Desábato llegó a Japón fichando para el Cerezo Osaka  con su desempeño logró ser un jugador decisivo para el Club, ayudándolo a quedar entre los 5 mejores de la J1 League, el Torneo de Primera División de ese país.

## Vida personal
Leandro Luis Desábato es hermano gemelo de Andrés Alberto Desábato y primo del multicampeón argentino y campeón de la Copa Libertadores de América 2009 con Estudiantes de La Plata, Leandro Desábato.

## Equipos
| Club            | País      | Año       | Partidos | Goles |
| --------------- | --------- | --------- | -------- | ----- |
| Vélez Sarsfield | Argentina | 2010-2017 | 143      | 1     |
| Vasco da Gama   | Brasil    | 2018-2019 | 51       | 0     |
| Cerezo Osaka    | Japón     | 2019-2020 | 53       | 0     |
| Rosario Central | Argentina | 2021-2022 | 6        | 0     |
| Vegalta Sendai  | Japón     | 2022      | 14       | 0     |
| Rotonda Calcio  | Italia    | 2023      | 9        | 0     |
| Alexandria      | Rumania   | 2024      | 9        | 0     |
| All Boys        | Argentina | 2025-     | 0        | 0     |

## Palmarés
| Título           | Club            | País      | Año     |
| ---------------- | --------------- | --------- | ------- |
| Primera División | Vélez Sarsfield | Argentina | C-2011  |
| Primera División | Vélez Sarsfield | Argentina | I-2012  |
| Primera División | Vélez Sarsfield | Argentina | 2012-13 |